# Csh
Оболо́нка C (С shell (csh)) — командна оболонка Unix із вбудованою скриптовою мовою, розроблена Біллом Джоєм, активним розробником BSD UNIX і творцем редактора vi, в 1979 році.
Оболонка базувалась на коді командного інтерпретатора шостої версії UNIX. Скриптова мова не поступалась оболонці Борна за потужністю, але відрізнялась синтаксисом. У той час як Борн скопіював всі основні оператори з мови Алгол 68, Білл Джой використав у ролі макета мову C, ймовірно, керуючись своїми вподобаннями та вподобаннями інших користувачів BSD UNIX.
На початку 90-х C shell зазнала критики за свою двозначність і небагатослівність інтерпретатора, що зупиняє виконання скрипту, але не звітує про жодні подробиці стосовно того, що ж усе-таки сталось. Часом скрипти csh працювали зовсім не так, як цього очікував користувач. Також зустрічались ситуації, коли інтерпретатор вибраковував, рядки коду, які, здавалося б, позбавлені протиріч.
C shell увійшов до поставки 4.1BSD і досі залишається базовою частиною всіх її нащадків, у тому числі FreeBSD і OpenBSD.